# Rebegedung
Rebegedung is een bestuurslaag in het regentschap Aceh Tengah van de provincie Atjeh, Indonesië. Rebegedung telt 226 inwoners (volkstelling 2010).